# Frame
Frame (čti [frejm]) je rozšíření báze vektorového prostoru. Bázi v konečněrozměrném prostoru tvoří lineárně nezávislé vektory, jejichž počet je roven dimenzi vektorového prostoru. Když je počet generátorů větší než dimenze prostoru, můžeme stále reprezentovat jakýkoliv vektor ve vektorovém prostoru, generátory však již budou nutně lineárně závislé. Takovou množinu vektorů nazýváme frame, nebo přesněji konečný frame ve vektorovém prostoru.
Uvedená nadbytečnost vyjádření může být pro reprezentaci signálu i výhodou. Framy jsou méně omezené než báze, a proto se používají pro svoji flexibilitu. Nevýhodou jsou náročnější výpočtové metody a riziko numerické nestability.
Framy se převážně používají při řídké reprezentaci signálu. Speciální úlohou pro řídké zpracování signálů je pak komprimované snímání.

## Definice
Množina (nejvýše spočetná) vektorů {\displaystyle \left\{{\varphi }_{k}\right\}_{k\in \mathbb {I} }} v prostoru {\displaystyle \mathbb {V} } v něm tvoří frame, pokud existují konstanty {\displaystyle 0<A\leq B<\infty } takové, že platí
{\displaystyle A\left\|\mathbf {x} \right\|^{2}\leq \sum _{k\in \mathbb {I} }\left\vert \left\langle {\mathbf {x} },{\varphi }_{k}\right\rangle \right\vert ^{2}\leq B\left\|\mathbf {x} \right\|^{2},\ \forall {\mathbf {x} }\in \mathbb {V} .}
Prvky framu {\displaystyle \varphi _{k}\ } se obvykle nazývají atomy. Konstanty {\displaystyle A\ ,\ B\ } se pak nazývají mezemi framu. Optimální dolní mez pak definujeme jako supremum ze všech dolních mezí a optimální horní jako infinimum z horních mezí.

### Rozdělení framů

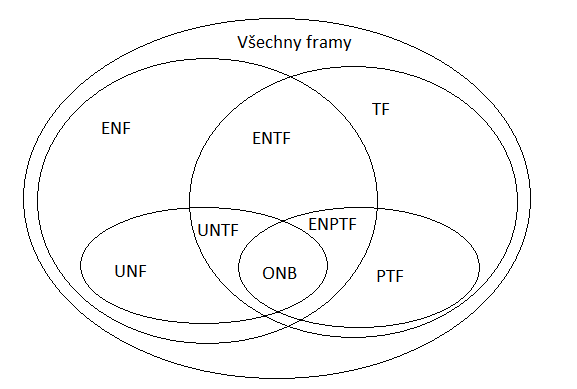
Rozdělení framů. ENF: Equal norm frames, TF: Tight frames, ENTF: Equal-norm tight frames, UNF: Unit-norm frames, PTF: Parseval tight frames, UNTF: Unit-norm tight frames, ENPTF: Equal norm tight frames, ONB: Ortonormální báze

Pokud {\displaystyle A\ =B\ }, pak takový frame nazýváme těsný frame (tight frame - TF). Zvláštním případem je pak tzv. 1-těsný frame, který se často nazývá Parsevalův těsný frame (Parseval tight frame - PTF), kdy platí dokonce {\displaystyle A\ =B\ =1\ }.
Další skupinou jsou framy, pro něž platí, že všechny jejich prvky mají stejnou normu (Equal-norm frames - ENF), {\displaystyle \left\|\varphi _{i}\right\|=\left\|\varphi _{j}\right\|,i,j\in \mathbb {I} .}
Unitární framy (Unit-norm frames - UNF) jsou pak framy, v nichž mají všechny prvky normu rovnou 1, {\displaystyle \left\|\varphi _{i}\right\|=1,i\in \mathbb {I} }.